# Estação Los Cortijos
A Estação Los Cortijos é uma das estações do Metrô de Caracas, situada no município de Sucre, entre a Estação Los Dos Caminos e a Estação La California. Administrada pela C. A. Metro de Caracas, faz parte da Linha 1.
Foi inaugurada em 19 de novembro de 1989. Localiza-se na Avenida Francisco de Miranda. Atende a paróquia de Leoncio Martínez.